# Po Chü-I (cràter)

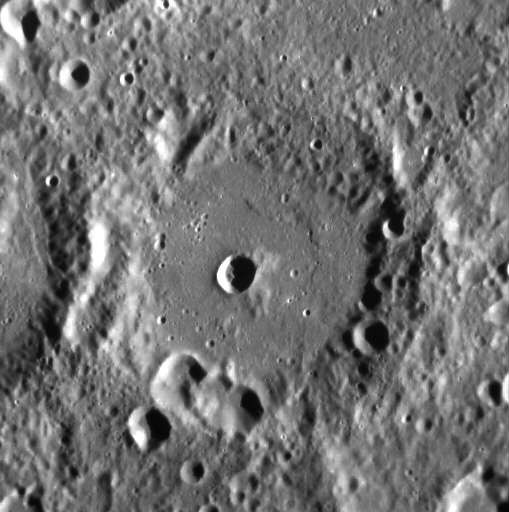
Fotografia del cràter Po Chü-I realitzat per la sonda Messenger.

Po Chü-I és un cràter d'impacte en el planeta Mercuri de 70 km de diàmetre. Porta el nom del poeta xinès Bai Juyi
(772-846), i el seu nom va ser aprovat per la Unió Astronòmica Internacional el 1976.